# تامپلگا (زیمتنگا)
تامپلگا شهری در شهرستان زیمتنگا در استان بام در بورکینافاسوی شمالی است و جمعیت آن ۲۸۱ نفر است.